# دیوید ام. والش
دیوید ام. والش (انگلیسی: David M. Walsh؛ زادهٔ ۲۳ ژوئیهٔ ۱۹۳۱) یک فیلم‌بردار اهل ایالات متحده آمریکا است.
وی همچنین برنده جوایزی همچون جایزه امی ساعات پربیننده در سال ۱۹۷۵ شده است.

## فیلم‌شناسی
- Monte Walsh (۱۹۷۰)
- از خط عبور می‌کنم (۱۹۷۰)
- Evel Knievel (۱۹۷۱)
- A Gunfight (۱۹۷۱)
- Corky (۱۹۷۲)
- Everything You Always Wanted to Know About Sex* (*But Were Afraid to Ask) (1972)
- A Brand New Life (۱۹۷۳)
- Ace Eli and Rodger of the Skies (۱۹۷۳)
- Cleopatra Jones (۱۹۷۳)
- در خواب فرو رفته (۱۹۷۳)
- The Laughing Policeman (۱۹۷۳)
- Born Innocent (۱۹۷۴)
- The Crazy World of Julius Vrooder (۱۹۷۴)
- Queen of the Stardust Ballroom (۱۹۷۵)
- Whiffs (۱۹۷۵)
- پسران آفتاب (۱۹۷۵)
- The Other Side of the Mountain (۱۹۷۵)
- W.C. Fields and Me (۱۹۷۶)
- با قتل کشتن (۱۹۷۶)
- Silver Streak (۱۹۷۶)
- قطار هوایی (۱۹۷۷)
- دختر خداحافظی (۱۹۷۷)
- اسکات جوپلین (۱۹۷۷)
- House Calls (۱۹۷۸)
- Foul Play (۱۹۷۸)
- California Suite (۱۹۷۸)
- The In-Laws (۱۹۷۹)
- Just You and Me, Kid (۱۹۷۹)
- Chapter Two (۱۹۷۹)
- Hero at Large (۱۹۸۰)
- سرباز بنجامین (۱۹۸۰)
- Seems Like Old Times (۱۹۸۰)
- تنها وقتی می‌خندم (۱۹۸۱)
- Making Love (۱۹۸۲)
- I Ought to Be in Pictures (۱۹۸۲)
- مکس دوگان بازمی‌گردد (۱۹۸۳)
- Romantic Comedy (۱۹۸۳)
- Unfaithfully Yours (۱۹۸۴)
- روستا (۱۹۸۴)
- آموزگارها (۱۹۸۴)
- Johnny Dangerously (۱۹۸۴)
- پروژه علمی من (فیلم) (۱۹۸۵)
- Outrageous Fortune (۱۹۸۷)
- مدرسه تابستانی (۱۹۸۷)
- زیبایی مرگبار (فیلم) (۱۹۸۷)
- Taking Care of Business (۱۹۹۰)
- Brain Donors (۱۹۹۲)
- هم‌سفری (۱۹۹۶)
- Back When We Were Grownups (2004)